# Катерини (дим)
Катерини (греч. Δήμος Κατερίνης) — община (дим) в Греции на побережье залива Термаикос в периферийной единице Пиерия в периферии Центральная Македония. Население 85 851 жителей по переписи 2011 года. Площадь 681,863 квадратного километра. Плотность 125,91 человека на квадратный километр. Административный центр — Катерини. Димархом на местных выборах 2019 года избран Костас Кукодимос (Κώστας Κουκοδήμος).
Сообщество Катерини (Κοινότητα Κατερίνης) создано в 2018 году (ΦΕΚ 152Α). В 1929 году (ΦΕΚ 139Α) создана община Катерини. В 2010 году (ΦΕΚ 87Α) по программе «Калликратис» к общине присоединены упразднённые общины Коринос, Паралия, Петра, Пиерия и Элафос.
Община Катерини делится на 6 общинных единиц.